# Internationalisering
Internationalisering is het proces waarbij betrekkingen over steeds grotere afstanden worden aangegaan en zo over de landsgrenzen heen reiken. Dit is een gevolg van zowel mondialisering als regionalisering. Dit heeft tot gevolg dat nationale overheden bij hun beleid gebonden zijn aan internationale afspraken en ontwikkelingen en minder greep hebben op de nationale economie.
Internationalisering heeft vooral na de Tweede Wereldoorlog een vlucht genomen. De kapitaalstromen namen in deze periode sterk toe. Een groot deel bestond daarbij uit directe buitenlandse investeringen door de groeiende multinationale ondernemingen voor wie landsgrenzen weinig betekenis hebben. Door de grootte van hun investeringen kunnen deze bedrijven grote invloed uitoefenen op de politiek, vooral in ontwikkelingslanden. Maar ook het ontwijken en overtreden van nationale wetgeving heeft hier aan bijgedragen.
Om dit te beteugelen werden er internationale en supranationale organisaties opgericht. Zodra hierbij echter functies en taken worden overgenomen van nationale overheden versterkt dit het proces van internationalisering. Dat bracht echter de paradox van de nationale identiteit. Deze bestaat er uit dat men juist door die vervaging een behoefte voelt om de inhoud en betekenis van de nationale identiteit te onderzoeken, wat het regionalisme versterkt.